# Srpska narodna obnova
Srpska narodna obnova (skraćeno SNO) je nacionalistička stranka u Srbiji. Bila je marginalna politička stranka koja je imala otvoren četnički program. 
Bila je prva nacionalna stranka nakon pada komunizma u Srbiji. Osnovana je na pravoslavni Badnjak 6. siječnja 1990. u Novoj Pazovi.
SNO je nastala iz antikomunističkog udruženja Društvo Sava, čiji je predsjednik bio Mirko Jović.
Osnovao ju je Mirko Jović zajedno s Vukom Draškovićem 1989. godine. Vuk Drašković je napustio stranku i od odcijepljenog krila 14. ožujka 1990. osnovao je Srpsku narodnu odbranu koja se ujedinila sa Srpskim slobodarskim pokretom Vojislava Šešelja iz čega je nastao Srpski pokret obnove.
Vuk Drašković je poslije tvrdio da je to bila jedna epizoda koje se ne bi želeo da se sjeća. Kao pisca su ga pozvali 6. siječnja 1990. godine na osnivačku skupštinu, gdje je održao govor i još neki ljudi. Budući da s tim ljudima od kojih takoreći nitko nije imao ni fakultetsku spremu, nije imao šta da traži pa je napustio SNO.

Vojislav Šešelj i Vuk Drašković tvrdili su da je stranku formirala policija.
1992. je imala trideset tisuća registrovanih članova, s dobro organizovanom stranačkom infrastrukturom i u Srbiji i u Crnoj Gori. SNO je bila suvlasnik nekoliko poduzeća odakle se najviše financirala. Stranka je pružala pomoć pobunjenim krajiškim Srbima. Prema riječima njenog lidera Mirka Jovića najviše je novaca odlazilo na pomoć pobunjenim Srbima u Hrvatskoj i izbjeglicama u Srbiji i Crnoj Gori. Organizirali su stvaranje srpskih dobrovoljačkih jedinica koje su ratovale po Hrvatskoj.
Pripadnici „Belih orlova“, Dragoslava Bokana po nekim izvorima činili su, po nekim izvorima, militantno krilo Srpske narodne obnove. Bokan je danas filmski reditelj, na čelu časopisa „Rusija danas“, koji izlazi u Beogradu. Sudi im se za masakr u pograničnom selu Lovas, kada su mještane Hrvate poslali u minsko polje. BBC-jev serijal „Smrt Jugoslavije“ govori o optužbama koje su na račun „Belih orlova“, poput one odgovornosti za masakr oko 50 civila u hrvatskom selu Voćin. 
Dio članova Srpske narodne obnove djelovao je u paravojnoj formaciji Dušan Silni koja je sudjelovala u srpskom ratu protiv Hrvatske. U tijeku je suđenje za ubojstvo 70 civila u selu Lovas u Hrvatskoj 1991. godine. U lipnju 2012. sudsko vijeće "Odjeljenja za ratne zločine Višeg suda u Beogradu",  proglasilo je svih 14 optuženih krivima za ratni zločin u Lovasu 1991.  Osuđeni su na ukupnu kaznu zatvora od 128 godina. Dvije godine kasnije, Prizivni sud u Beogradu ukinuo je presudu kojom je 14 pripadnika JNA, lokalne teritorijalne vlasti i paravojne formacije "Dušan Silni", bilo osuđeno na zatvorske kazne u trajanju od četiri do 20 godina zatvora.